# Charidotella oblectabilis
Charidotella oblectabilis es un coleóptero de la familia Chrysomelidae.
Fue descrita científicamente en 1926 por Spaeth.